# Che sarà

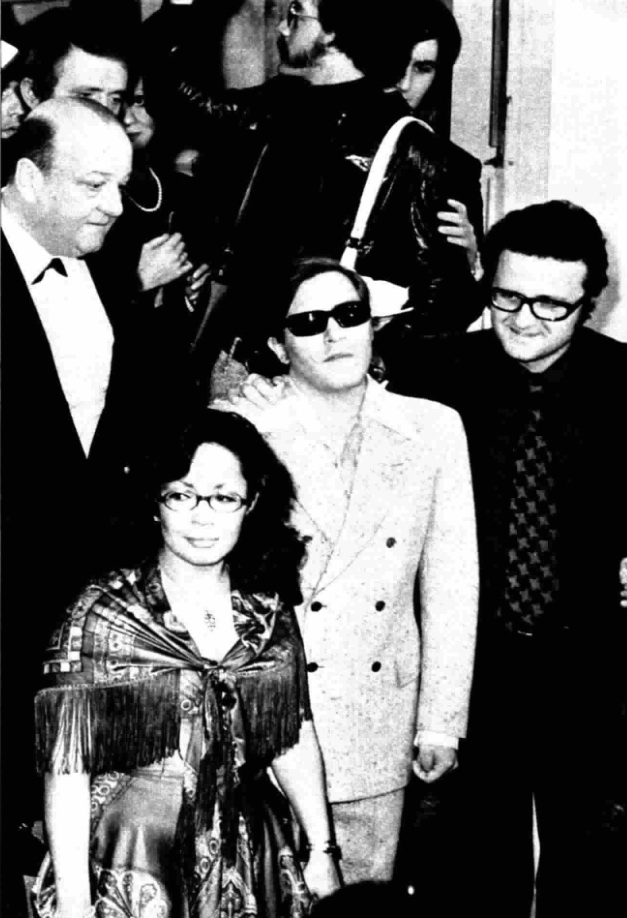
De gauche à droite: Gianni Ravera, José Feliciano (avec son épouse) et Jimmy Fontana, à Sanremo en 1971 pour la 21e édition du Festival, de cette année-là.

Cet article concerne la chanson italienne. Pour la chanson américaine, voir Que sera, sera (Whatever Will Be, Will Be). Pour la chanson "Que serà mi vida", voir Gibson Brothers.
 (décembre 2019).
Si vous disposez d'ouvrages ou d'articles de référence ou si vous connaissez des sites web de qualité traitant du thème abordé ici, merci de compléter l'article en donnant les références utiles à sa vérifiabilité et en les liant à la section « Notes et références ».
Chansons des Ricchi e Poveri au Festival de Sanremo
La prima cosa bella (jumelée à Nicola Di Bari) 
(1970 (it)) Un diadema di ciliegie
(1972)
Singles par les Ricchi e Poveri
Primo sole, primo fiore...
(1970) Limpido fiume del sud
(1971)
Singles par José Feliciano
Feliz Navidad
(1970) Come Back Jesus
(1971)
Chansons finalistes au Festival de Sanremo 1971 (it)
Il cuore è uno zingaro (Nicola Di Bari et Nada)
1re (357 points) 4 marzo 1943
(Lucio Dalla et Nuova Equipe 84)
3e (297 points) 
Singles de Jimmy Fontana
Bambola bambina
(1981) Oh mama'
(1989)
Che sarà (« Qu'en sera t-il ») est une chanson italienne écrite par Franco Migliacci, Jimmy Fontana, Carlo Pes (it) et Lilli Greco (it).

## La chanson

### Histoire
La chanson, présentée à la 21e édition du Festival de Sanremo (1971) par les Ricchi e Poveri dans une double performance avec José Feliciano, s'y classe 2e avec 316 points obtenus. Les producteurs italiens de RCA ont vu la chanson et le Festival comme un moyen d'amener Feliciano, déjà une star internationale, en Italie. Bien que Ricchi e Poveri (alors en quatuor) fût un nouveau groupe, il fut choisi pour chanter la deuxième version après que Gianni Morandi a refusé de chanter la chanson.

### Enregistrement
La version enregistrée par Feliciano a eu du succès en Italie, Europe centrale et orientale, Moyen-Orient, Japon ainsi qu'en Amérique latine et en Espagne dans la version espagnole, intitulée Qué será. La version de Feliciano a atteint le numéro un en Espagne.
La chanson figure sur la bande sonore du film bulgare A Nameless Band (en) (1982).

### Résumé
La chanson décrit la tristesse du chanteur qui a quitté son pays natal (« Paese mio che stai sulla collina, disteso come un vecchio addormentato »; « Mon pays juché sur la colline, allongé comme un vieil endormi »).

### Inspiration
Le parolier Franco Migliacci se serait inspiré de la ville de Cortona où il a résidé pendant de nombreuses années.

### Reprises
La chanson Che sarà a fait l'objet de nombreuses reprises. Parmi les interprètes figurent Lara Saint Paul (1971), Mike Brant (1972), Rita Pavone (1973), Jimmy Fontana (1982), André Hazes (1986), Al Bano (2004) et Gianni Morandi (2008).
La chanteuse Arisa interprète la chanson en direct au Festival de Sanremo 2012 avec José Feliciano en italien et en espagnol dans la soirée consacrée aux succès internationaux.

### Popularité dans les médias
La chanson a été choisie pour l'une des publicités du Festival de Sanremo 2015, où un groupe de visiteurs entonne les premiers vers de la chanson et le refrain. En conclusion, dans le spot Carlo Conti s'exclame « Tutti cantano Sanremo » (« Tout le monde chante Sanremo »).

## Liste des titres

### Version deJosé Feliciano
| A. | Che sarà (Festival de Sanremo 1971 (it)) | - Franco Migliacci - Jimmy Fontana - Carlo Pes (it) - Lilli Greco (it) | 3:30 |
| B. | There's No One About                     | José Feliciano                                                         | 1:40 |

### Version desRicchi e Poveri
| A. | Che sarà (Festival de Sanremo 1971) | - Franco Migliacci - Jimmy Fontana - Carlo Pes - Lilli Greco | 3:00 |
| B. | ...ma la mia strada sarà breve      | - Carlo Nistri - Angelo Sotgiu - Franco Gatti                | 3:50 |

## Positions
| Version/Titre     | Pays       | Position |
| ----------------- | ---------- | -------- |
| IT / Che sarà     | Italie     | 2        |
| IT / Che sarà     | Pays-Bas   | 1        |
| IT / Che sarà     | Autriche   | 1        |
| IT / Che sarà     | Allemagne  | 7        |
| IT / Che sarà     | Belgique   | 2        |
| IT / Che sarà     | Finlande   | 9        |
| SP / Qué será     | Espagne    | 1        |
| SP / Qué será     | Argentine  | 2        |
| SP / Qué será     | Porto Rico | 7        |
| EN / Shake a Hand | Suède      | 1        |
| EN / Shake a Hand | Danemark   | 1        |
| EN / Shake a Hand | Norvège    | 9        |

## Versions en langues étrangères
| Pays     | Titre                | Artiste                 |
| -------- | -------------------- | ----------------------- |
| Islande  | Góôa ferô            | BG og Ingibjörg         |
| Bulgarie | Spri do man          | Lea Ivanova             |
| Finlande | Toivotaan, Toivotaan | Eero Raittinen          |
| Suède    | Aldrig mer           | Hootenanny Singers      |
| Danemark | Aldrig mer           | Katy Bødtger            |
| Tchéquie | Nádherná             | Pavel Nóvak             |
| France   | Qui saura            | Mike Brant              |
| Viêt Nam | Dôi bò               | Han Tú, Lê Cát Trong Ly |
| Hongrie  | Mit remélsz          | Kovacs Kati             |